# Delminichthys ghetaldii
A Delminichthys ghetaldii a sugarasúszójú halak (Actinopterygii) osztályának a pontyalakúak (Cypriniformes) rendjébe, ezen belül a pontyfélék (Cyprinidae) családjába tartozó faj.

## Előfordulása
A Bosznia-Hercegovina-i Popovo-medence barlangjaiban, valamint Ljubomirsko, Dabarsko, és Fatnicko patakokban található meg. Dubrovnik közelében is fellelhető.

## Megjelenése
A hal teste erősen nyújtott, oldalról csak kevéssé lapított, akár a hazai fürge cselléé. Orra tömpe, kis szájrése rézsút felfelé irányuló. Mellúszói 16-17, hasúszói 8-9, hátúszója 9-10, farokúszója 19, farok alatti úszója 11 sugarú. Garatfogai egysorosak, 5-4. Pikkelyezettsége erősen visszafejlődött; rendkívül vékony, apró pikkelyei egyesével helyezkednek el a testen, alig fedik egymást; mélyen a nyálkahártyába ágyazódtak, a hasoldalon nem is láthatók. A melltájékon, a hát középső részén és a faroknyél alsó felén nincsenek pikkelyek. Háta sötét, zöldes vagy kékes fémfénnyel; oldalai világosabbak, szabálytalanul elszórt barna pontokkal. Ezek főleg az oldalvonal felett helyezkednek el, és a hát felé sűrűsödnek. Hasoldala fehéres, rózsaszínnel árnyalt, ezüstös csillogású. A kopoltyúfedőktől a farokúszó tövéig széles, ólomszürke hosszanti sáv húzódik. Testhossza 6-9 centiméter, legfeljebb 13 centiméter. 38-41 csigolyája van.

## Életmódja
Kis termetű rajhal. Tápláléka apró rákok, rovarlárvák és vízre hullott rovarok.
Gazdasági és sportszempontból értéktelen.